# Palazzo Santa Chiara
Palazzo Santa Chiara è un palazzo storico ubicato a Chivasso. Dal 1800 ospita il Municipio della città.
La sua costruzione risale al XVIII secolo, quando fu edificato come convento per le monache Clarisse Osservanti, da cui appunto il nome. Il complesso non fu tuttavia mai portato a termine a causa dei costi troppo elevati, e quindi la facciata che osserviamo ora è in realtà una manica del chiostro progettato.
Sulla facciata si trova una meridiana, restaurata nel 1999.